# АЕЛ (футбольный клуб, Лимасол)
«АЕЛ» (греч. Αθλητική Ένωση Λεμεσού — Спортивное общество Лимасола) — кипрский футбольный клуб из города Лимасол. Основан 4 октября 1930 года. Домашние матчи команда проводит на стадионе «Цирион Атлетик» общей вместимостью свыше 13 000 зрителей. Действующий участник Дивизиона А, высшей лиги чемпионата Кипра по футболу.
Один из самых титулованных футбольных клубов чемпионата Кипра.

## История клуба
Клуб был основан 4 октября 1930 года, а первым президентом клуба был избран Ставрос Питтас, который положил начало самому крупному спортивному обществу Кипра. Футбольная секция общества была официально признана в 1931 году, после первого матча АЕЛа, который завершился победой со счетом 6-1. АЕЛ также стал одним из восьми клубов-основателей Дивизиона А, первый сезон которого был проведен в 1934/35.
Свой первый титул чемпиона Кипра АЕЛ завоевал в 1941 году, победив в двухраундовой стадии плей-офф никосийский АПОЭЛ со счетом 4-3. Но следующего чемпионского титула болельщикам лимасольского клуба пришлось ждать целых 13 лет, аж до 1953 года. Свой последний трофей АЕЛ завоевал аж в 1989 году, завоевав Кубок Кипра. Однако эта тенденция продлилась лишь до 2012 года, когда клуб выиграл Кубок страны, одолев в лимасольском дерби «Арис» со счетом 3-2 в дополнительное время.
После не слишком успешного финиша на 7 месте в чемпионате страны в 2011 году АЕЛ возглавил кипрский специалист Памбос Христодулу. Благодаря ему клуб впервые с 1968 года стал чемпионом Кипра и пробился в Еврокубки, а сам Христодулу от болельщиков клуба получил прозвище «Памбуриньо», по аналогии с известным португальским тренером Жозе Моуринью.

## Достижения клуба
- Дивизион А
  - Чемпион (6): 1940/41, 1952/53, 1954/55, 1955/56, 1967/68, 2011/12
  - Вице-чемпион (2): 1947/48, 2013/14
  - Бронзовый призёр (7): 1938/39, 1944/45, 1964/65, 1973/74, 2000/01, 2001/02, 2020/21

- Второй дивизион
  - Чемпион (1): 1996/97

- Кубок Кипра
  - Победитель (7): 1938/39, 1939/40, 1947/48, 1984/85, 1986/87, 1988/89, 2018/19
  - Финалист (11): 1937/38, 1940/41, 1958/59, 1978/79, 1987/88, 2002/03, 2003/04, 2008/09, 2011/12, 2012/13, 2014/15

- Суперкубок Кипра
  - Победитель (4): 1953, 1968, 1985, 2015
  - Финалист (4): 1955, 1987, 1989, 2012

## Тренеры клуба
- Никулае Симатос (1962—1963)
- Франтишек Гавранек (1984—1986)
- Валериан Свеш (1986—1988)
- Душан Угрин (1988—1989)
- Франтишек Ципро (1990—1992)
- Анатолий Бышовец (1992—1993)
- Детхельм Фернер (1995—1996)
- Андреас Михалидис (2000—2002)
- Гианнис Мацуракис (Сентябрь 2002 — Ноябрь 2003)
- Хенк Хауварт (Ноябрь 2003 — Декабрь 2004)
- Олег Протасов (Декабрь 2004 — Март 2005)
- Андреас Михалидис (Март 2005 — Май 2005)
- Боян Прашникар (2005—2006)
- Лайзос Маврудис (Февраль 2006 — Май 2006)
- Паникос Офранидис (Июль 2006 — Январь 2007)
- Эли Гутман (Февраль 2007 — Декабрь 2007)
- Марьяну Баррету (Декабрь 2007 — Февраль 2008)
- Андреас Михалидис (Февраль 2008- Декабрь 2008)
- Михай Стойкицэ (Январь 2009 — Май 2009)
- Нир Клингер (Август 2009 — Декабрь 2009)
- Душан Угрин (Январь 2010 — Сентябрь 2010)
- Михай Стойкицэ (Сентябрь 2010 — Январь 2011)
- Раймонд Аттевелд (Февраль 2011 — Май 2011)
- Памбос Христодулу (Март 2011 — Октябрь 2012)
- Жорже Кошта (Октябрь 2012 — Май 2013)
- Литу Видигаль (Июль 2013 — Октябрь 2013)
- Ивайло Петев (Октябрь 2013 — Ноябрь 2014)
- Христакис Христофору (Ноябрь 2014 — Октябрь 2015)
- Макис Чавос (Октябрь 2015 — Февраль 2016)
- Памбос Христодулу (Февраль 2016 — Март 2017)
- Бруно Бальтазар (Март 2017 — Март 2018)
- Душан Керкез (и. о.) (Март 2018 — н. в.)

## Статистика выступлений с 2006 года
| Сезон   | Ранг | Турнир     | Место | И  | В  | Н  | П  | ГЗ | ГП | РГ  | Очки | Кубок        | Исход |
| ------- | ---- | ---------- | ----- | -- | -- | -- | -- | -- | -- | --- | ---- | ------------ | ----- |
| 2006/07 | 1    | Дивизион А | 9     | 26 | 8  | 6  | 12 | 31 | 42 | -11 | 30   | 4-е (группа) |       |
| 2007/08 | 1    | Дивизион А | 9*    | 32 | 11 | 7  | 14 | 39 | 45 | -6  | 40   | 3-й раунд    |       |
| 2008/09 | 1    | Дивизион А | 4*    | 32 | 13 | 5  | 14 | 38 | 41 | -3  | 44   | Финалист     |       |
| 2009/10 | 1    | Дивизион А | 5*    | 32 | 18 | 4  | 10 | 50 | 33 | +17 | 58   | 1/2 финала   |       |
| 2010/11 | 1    | Дивизион А | 7*    | 32 | 10 | 11 | 11 | 37 | 45 | -8  | 41   | 1/8 финала   |       |
| 2011/12 | 1    | Дивизион А | 1*    | 32 | 20 | 8  | 4  | 37 | 10 | +27 | 68   | Финалист     |       |
| 2012/13 | 1    | Дивизион А | 5*    | 32 | 18 | 10 | 4  | 59 | 31 | +28 | 64   | Финалист     |       |
| 2013/14 | 1    | Дивизион А | 2*    | 36 | 25 | 6  | 5  | 68 | 29 | +39 | 81   | 1/8 финала   |       |
| 2014/15 | 1    | Дивизион А | 8*    | 32 | 9  | 12 | 11 | 42 | 42 | 0   | 39   | Финалист     |       |
| 2015/16 | 1    | Дивизион А | 7*    | 36 | 14 | 7  | 15 | 38 | 43 | -5  | 47*  | 1/4 финала   |       |
| 2016/17 | 1    | Дивизион А | 4*    | 36 | 19 | 9  | 8  | 53 | 36 | +17 | 66   | 1/4 финала   |       |
| 2017/18 | 1    | Дивизион А | -*    | -  | -  | -  | -  | -  | -  | -   | -    | -            |       |

- По итогам турнира плей-офф.
- Снят один балл.

## Выступления в еврокубках
| Сезон   | Турнир                      | Раунд                   | Соперник               | Дома | В гостях | Общий счёт |  |
| ------- | --------------------------- | ----------------------- | ---------------------- | ---- | -------- | ---------- |  |
| 1968/69 | Кубок европейских чемпионов | Первый раунд            | Реал Мадрид            | 0:6  | 0:6      | 0:12       |  |
| 1985/86 | Кубок обладателей кубков    | Первый раунд            | Дукла Прага            | 2:2  | 0:4      | 2:6        |  |
| 1987/88 | Кубок обладателей кубков    | Предварительный раунд   | ДАК 1904               | 0:1  | 1:5      | 1:6        |  |
| 1989/90 | Кубок обладателей кубков    | Первый раунд            | Адмира Ваккер          | 1:0  | 0:3      | 1:3        |  |
| 2002/03 | Кубок УЕФА                  | Предварительный раунд   | Ференцварош            | 2:1  | 0:4      | 2:5        |  |
| 2012/13 | Лига чемпионов УЕФА         | Второй отборочный раунд | Линфилд                | 3:0  | 0:0      | 3:0        |  |
| 2012/13 | Лига чемпионов УЕФА         | Третий отборочный раунд | Партизан Белград       | 1:0  | 1:0      | 2:0        |  |
| 2012/13 | Лига чемпионов УЕФА         | Плей-офф раунд          | Андерлехт              | 2:1  | 0:2      | 2:3        |  |
| 2012/13 | Лига Европы УЕФА            | Группа С                | Олимпик Марсель        | 3:0  | 1:5      | 4-е        |  |
| 2012/13 | Лига Европы УЕФА            | Группа С                | Боруссия Мёнхенгладбах | 0:0  | 0:2      | 4-е        |  |
| 2012/13 | Лига Европы УЕФА            | Группа С                | Фенербахче             | 0:1  | 0:2      | 4-е        |  |
| 2014/15 | Лига чемпионов УЕФА         | Третий отборочный раунд | Зенит СПб              | 1:0  | 0:3      | 1:3        |  |
| 2014/15 | Лига Европы УЕФА            | Плей-офф раунд          | Тоттенхэм Хотспур      | 1:2  | 0:3      | 1:5        |  |
| 2017/18 | Лига Европы УЕФА            | Первый отборочный раунд | Сент-Джозефс           | 6:0  | 4:0      | 10:0       |  |
| 2017/18 | Лига Европы УЕФА            | Второй отборочный раунд | Прогресс Нидеркорн     | 2:1  | 1:0      | 3:1        |  |
| 2017/18 | Лига Европы УЕФА            | Третий отборочный раунд | Аустрия (Вена)         | 1:2  | 0:0      | 1:2        |  |
| 2019/20 | Лига Европы УЕФА            | Второй отборочный раунд | Арис                   | 0:1  | 0:0      | 0:1        |  |